# Sessions 2000
Sessions 2000 – album francuskiego twórcy muzyki elektronicznej Jeana-Michela Jarre’a wydany w 2002 roku. 
Mimo iż jest on mało znany, to jest bardzo charakterystyczny, gdyż artysta połączył w nim muzykę elektroniczną z jazzem.

## Lista utworów
1. „January 24” - 5:57
2. „March 23” - 8:02
3. „May 1” - 4:49
4. „June 21” - 6:18
5. „September 14” - 9:30
6. „December 17” - 8:11